# Teokrati
Teokrati betyder "gudsstyre" eller "gudsvælde" og kommer af de græske ord theós – Gud og kratia – styre. Et teokrati er er en styreform, der baseret på religion, og hvor den politiske magt ligger hos en religiøs klasse, almindeligvis præsteskabet i statsreligionen, som ikke står til ansvar over for folket, men over for religionens gud(er) e.l. Som regel udgår lovgivningen fra religionen og en tolkning af de religiøse skrifter. Hvis der er tale om et sådant præstevælde, kan det også benævnes hierokrati eller ekklesiokrati.
Religiøse bevægelser, som stræber efter teokrati, er eksempelvis Islam, Jehovas Vidner, Rastafari og Bahá'í. I Johannes' Åbenbaring forudsiges Tusindårsriget, hvor Jesus vil styre verden egenhændigt.

## Kristne teokratier
Jean Calvin indførte et teokrati i Genève i midten af 1500-tallet.
Vatikanstaten (den Hellige Stol) betragtes som et  teokrati i og med at staten styres af paven, mens man afventer Jesu genkomst. Under Francos fascistiske diktatur havde Spanien teokratiske træk.

## Muslimske teokratier
Efter den islamiske revolution 1979 er Iran blevet et islamisk  teokrati. Under Talebanstyret betragtedes Afghanistan ofte som et teokrati, men dette er blevet omdiskuteret. Derudover er mange mellemøstlige stater der har islamisme som statsideologi at betragte som teokratier. Eksempler på dette kunne være Saudi-Arabien.

## Tibet
Tibet var før den kinesiske invasion i 1950 et lamabuddhistisk  teokrati.
| Politik | Spire Denne artikel om politik og ideologi er en spire som bør udbygges. Du er velkommen til at hjælpe Wikipedia ved at udvide den. |